# Označavanje malih planeta
Formalno označavanje malih planeta u konačnom obliku je kombinacija brojke i imena dodijeljena malom planetu (asteroidu, centauru, trans-neptunskom objektu i patuljastom planetu, ali ne i kometu). Oznaku čini vodeći broj (kataloški ili broj Međunarodne astronomske unije) pridana tijelu kad mu je putanja orbite dovoljno osigurana (tzv. "numeriranje"). Formalna oznaka zasnovana je na privremenoj oznaci, koja je prethodno automatski dodijeljena kad je tijelo prvi put promatrano. Poslije privremeni dio formalne oznake može biti zamijenjeno imenom (tzv. "imenovanje"). I formalne i privremene oznake nadzire Centar malih planeta (MPC), ogranak Međunarodne astronomske unije.
Danas se broj dodjeljuje tek nakon što je utvrđena orbita nakon četiriju dobro promatranih opozicija. Za neobične objekte, kao što su asteroidi blizu Zemlje (NEA), numeriranje se može pojaviti već nakon triju ili čak samo dviju opozicija. Među više od više od milijun malih planeta koji su primili broj, samo dvadeset tisuća (ili 4%) su dobile su ime. Uz to oko trista tisuća malih planeta nisu niti numerirane.
Kod neimenovanih malih planeta, primjerice (388188) 2006 DP14 vodeća brojka uvijek je pisana u zagradama, a dok se kod imenovanih malih planeta kao što je (274301) Wikipedia zagrade se smije ispustiti 274301 Wikipedia. U promimentnim podatkovnim bazama zagrade se danas često izostavlja, poput baze JPL Small-Body Database (SBDB).
Neka se imena mijenjaju tijekom vremena, pa se različite inačice mogu pojaviti u astronomskim časopisima. Kad je kolovoza 2008. godine otkriven asteroid Glavnog pojasa 274301 Wikipedia, privremeno je označen oznakom 2008 QH24, prije toga primio je broj i bio je pisan oznakom (274301) 2008 QH24. 27. siječnja 2013. nazvan je Wikipedia nakon što je objavljen u Minor Planet Circularsu.

## Vanjske poveznice
- (eng.) IAU FAQ on minor planets
- (eng.) MPC explanation of provisional designations
- (eng.) Dr. James Hilton, When Did the Asteroids Become Minor Planets?